# Billigheim
Billigheim là một thị xã nằm ở huyện Neckar-Odenwald-Kreis, thuộc bang Baden-Württemberg, Đức.

## Địa phương kết nghĩa
- Óbuda-Békásmegyer (Budapest), Hungary

## Thư viện ảnh

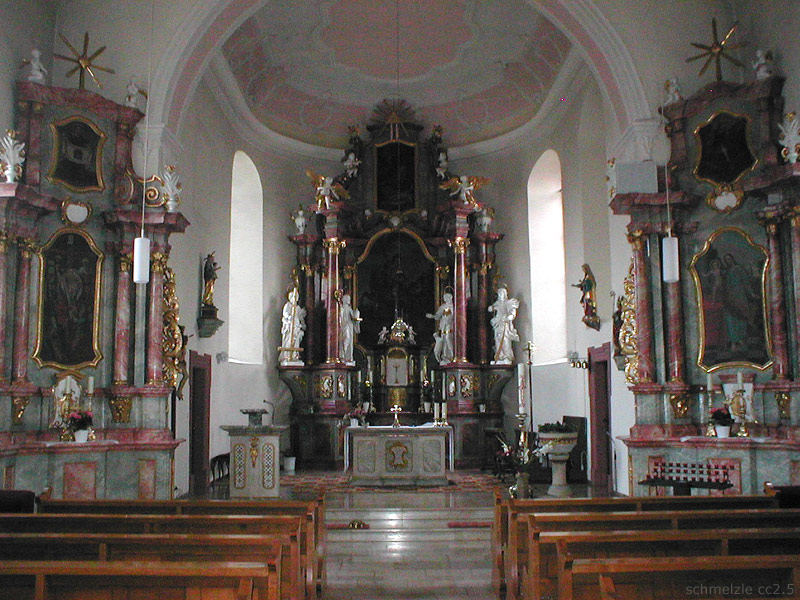
Nhà thờ Saint George, Allfeld, Billigheim
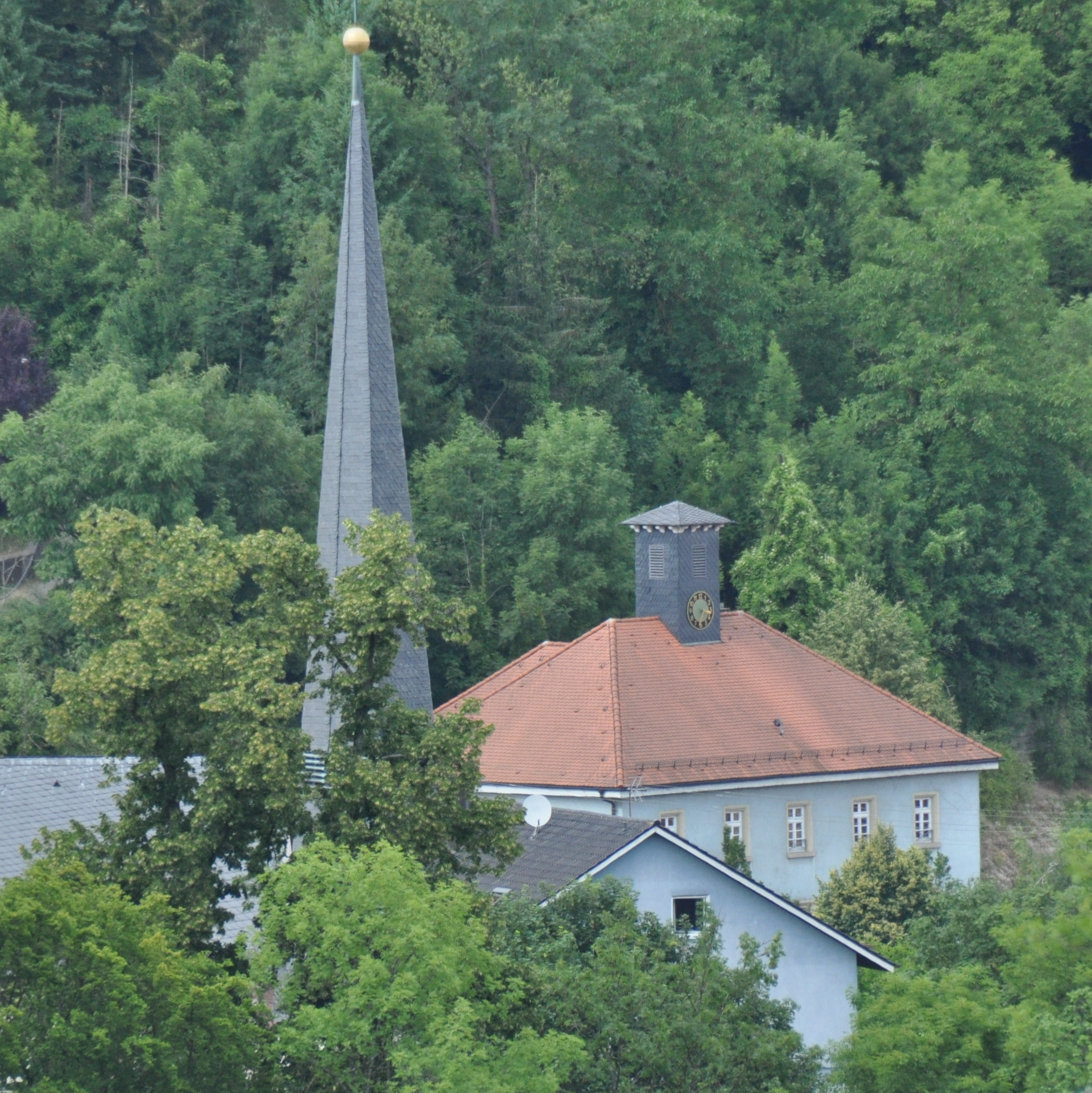
Tòa thị chính cổ
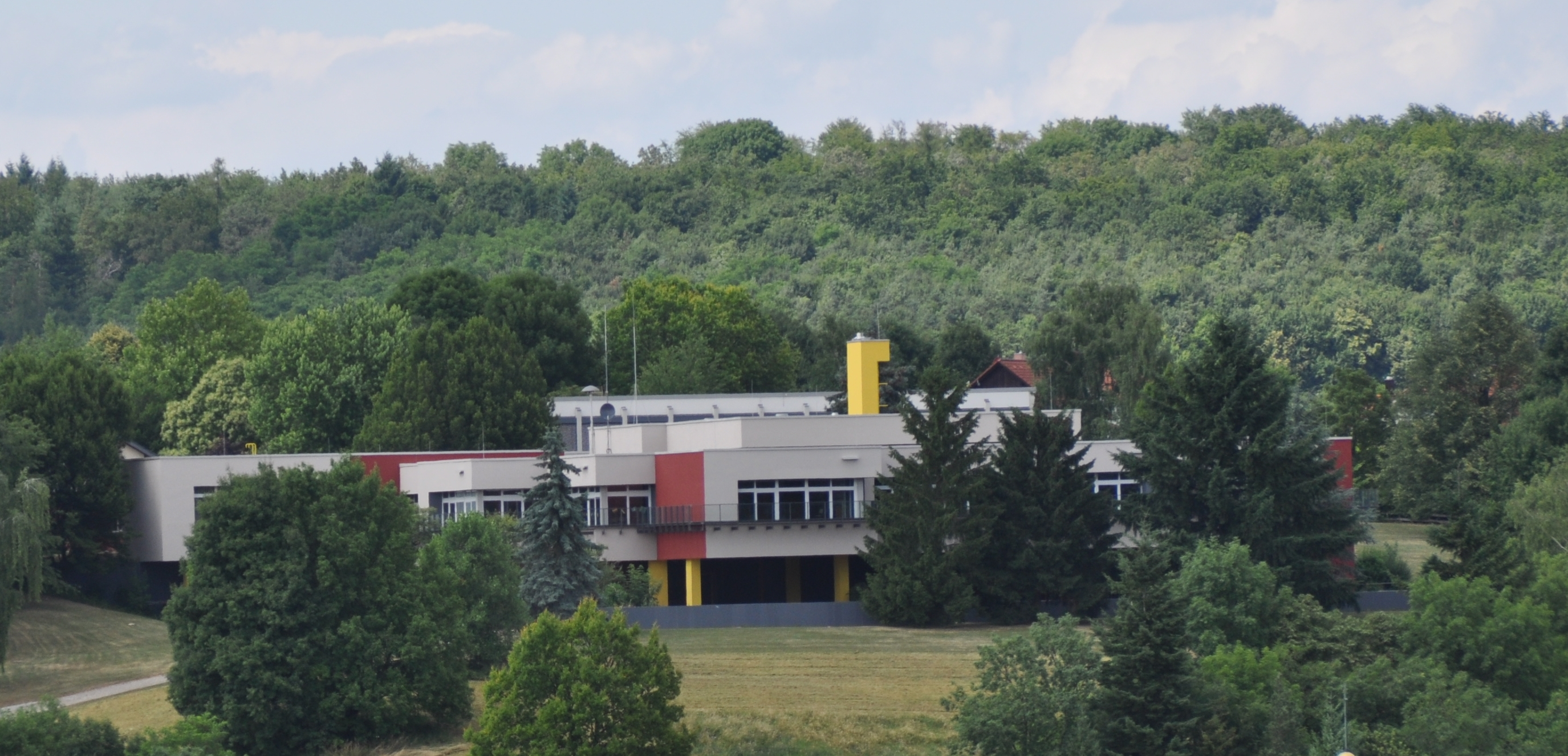
Trường tiểu học và trung học Billigheim